# Liste der Naturdenkmale im Amt Ziesar
Die Liste der Naturdenkmale im Amt Ziesar nennt die Naturdenkmale im Amt Ziesar im Landkreis Potsdam-Mittelmark in Brandenburg.
In den Spalten befinden sich folgende Informationen:
- Nr.: Identifizierungsnummer nach veröffentlichter Liste. Sie wird von der unteren Naturschutzbehörde des Landkreises oder der kreisfreien Stadt vergeben. Wenn sie bekannt ist, wird sie angegeben. In dieser Spalte kann sich zusätzlich das Wort Wikidata befinden, der entsprechende Link führt zu Angaben zu diesem Naturdenkmal bei Wikidata.
- Bezeichnung: Benennung des Naturdenkmals, in der Regel wird bei Bäume die Baumart genannt. Bekannte Eigennamen werden mit angegeben.
- Gemarkung: Ort oder Gemarkung, in der sich das Naturdenkmal befindet
- Lage: Nennt die Lage des Naturdenkmals im jeweiligen Ortsteil und die geografischen Koordinaten des Naturdenkmals. Link zu einem Kartenansichtstool, um Koordinaten zu setzen. In der Kartenansicht sind Naturdenkmale ohne Koordinaten mit einem roten beziehungsweise orangen Marker dargestellt und können in der Karte gesetzt werden. Denkmale ohne Bild sind mit einem blauen bzw. roten Marker gekennzeichnet, Denkmale mit Bild mit einem grünen beziehungsweise orangen Marker.
- Beschreibung: die Beschreibung des Naturdenkmales
- Schutzzweck: Erläutert den Grund der Unterschutzstellung
- Bild: Zeigt ein Bild des Naturdenkmales und gegebenenfalls ein Link zu weiteren Fotos im Medienarchiv Wikimedia Commons

## Buckautal
| Bild | Bezeichnung | Lage                                                                                          | Beschreibung                                       | Schutzzweck                 | Nummer |
| ---- | ----------- | --------------------------------------------------------------------------------------------- | -------------------------------------------------- | --------------------------- | ------ |
| BW   | Rotbuche    | Dretzen, unmittelbar nördlich der Straße Dretzen-Köpernitz (52° 13′ 26,4″ N, 12° 17′ 25,2″ O) | Rotbuche (Fagus sylvatica). Kronendurchmesser 20 m | Seltenheit, Eigenart, Größe | 144-01 |

## Görzke
| Bild                           | Bezeichnung        | Lage | Beschreibung                                              | Schutzzweck                           | Nummer |
| ------------------------------ | ------------------ | --- | --------------------------------------------------------- | ------------------------------------- | ------ |
| BW                             | Vierstämmige Eiche | Görzke, nordöstlich von Rottstock, am Riembach, nahe dem Trafohaus, das "Rote Haus" (52° 12′ 20,4″ N, 12° 22′ 2,6″ O)  | Stiel-Eiche (Quercus robur). Kronendurchmesser 32 m       | Seltenheit, Eigenart, Landschaftsbild | 224-01 |
| BW                             | Kiefer             | Görzke, nordöstlich von Rottstock, am Riembach, nahe dem Trafohaus, das "Rote Haus" (52° 12′ 22,3″ N, 12° 21′ 57,2″ O) | Gemeine Kiefer (Pinus sylvestris). Kronendurchmesser 14 m | Seltenheit, Eigenart, Größe           | 224-02 |
| BW                             | zwei Eichen        | Görzke, nordöstlich von Rottstock, am Riembach, nahe dem Trafohaus, das "Rote Haus" (52° 12′ 23,2″ N, 12° 21′ 55,2″ O) | 2 Stiel-Eichen (Quercus robur). Kronendurchmesser je 25 m | Seltenheit, Eigenart, Größe           | 224-03 |
| Weitere Bilder Fotos hochladen | Lindengruppe       | Görzke, Görzke, nahe der Kirche (52° 10′ 23,5″ N, 12° 21′ 1,6″ O)                                                      | 3 Linden. Kronendurchmesser je 15 m                       | Seltenheit, Eigenart, Größe           | 224-04 |

## Gräben
| Bild                           | Bezeichnung    | Lage | Beschreibung                                                  | Schutzzweck                                              | Nummer |
| ------------------------------ | -------------- | --- | ------------------------------------------------------------- | -------------------------------------------------------- | ------ |
| BW                             | Kiefer         | Gräben, an der Verlorenwasserlaake (im NSG) (52° 12′ 52″ N, 12° 26′ 34,8″ O)                            | Gemeine Waldkiefer (Pinus sylvestris). Kronendurchmesser 15 m | Seltenheit, Eigenart                                     | 232-01 |
| Weitere Bilder Fotos hochladen | Friedens-Eiche | Gräben, Ortslage Gräben, an der Gemeindeverwaltung (52° 13′ 50,7″ N, 12° 25′ 21″ O)                     | Stiel-Eiche (Quercus robur). Kronendurchmesser 20 m           | Seltenheit, Eigenart, Größe, Ortsbild                    | 232-02 |
| BW                             | Fichte         | Gräben, Park Gräben (52° 13′ 54,8″ N, 12° 25′ 42,4″ O)                                                  | Gemeine Fichte (Picea abies). Kronendurchmesser 25 m          | Seltenheit, Eigenart, Größe                              | 232-03 |
| BW                             | Linde          | Gräben, Park Gräben (52° 13′ 51,7″ N, 12° 25′ 40,4″ O)                                                  | Linde (Tilia spec.). Kronendurchmesser 25 m                   | Seltenheit, Eigenart                                     | 232-04 |
| BW                             | Mehlbeere      | Gräben (Dahlen), Dahlen, O Park (52° 12′ 38,4″ N, 12° 25′ 34,8″ O)                                      | Mehlbeere (Sorbus aria). Kronendurchmesser 25 m               | Seltenheit, Eigenart, dendrologische Bedeutung           | 232-05 |
| BW                             | zwei Eichen    | Gräben (Dahlen), westlich Straße Görzke-Gräben, unweit Forsthaus (52° 12′ 37,4″ N, 12° 25′ 5,9″ O)      | 2 Stiel-Eichen (Quercus robur). Kronendurchmesser je 20 m     | Seltenheit, Eigenart                                     | 232-06 |
| BW                             | Eiche          | Gräben (Dahlen), Dahlen, Grabstätte Schierstädt (52° 12′ 24,2″ N, 12° 25′ 30,2″ O)                      | Stiel-Eiche (Quercus robur). Kronendurchmesser 25 m           | Seltenheit, Eigenart, Größe, kulturhistorische Bedeutung | 232-07 |
| BW                             | Kiefer         | Gräben (Dahlen), 150 m westlich Straße Görzke-Gräben, Höhe Forsthaus (52° 12′ 38,3″ N, 12° 24′ 56,3″ O) | Gemeine Waldkiefer (Pinus sylvestris). Kronendurchmesser 15 m | Seltenheit, Eigenart, Größe                              | 232-08 |
| BW                             | Rotbuchen      | Gräben (Dahlen), Dahlen, zwischen Grabstätte und Park (52° 12′ 26″ N, 12° 25′ 27,1″ O)                  | 3 Rotbuchen (Fagus sylvatica). Kronendurchmesser je 25 m      | Seltenheit, Eigenart, Größe                              | 232-09 |
| BW                             | Sumpf-Eiche    | Gräben (Dahlen), Dahlen, O Park (52° 12′ 39,4″ N, 12° 25′ 31,1″ O)                                      | Sumpf-Eiche (Quercus palustris). Kronendurchmesser 21 m       | Seltenheit, Eigenart, dendrologische Bedeutung           | 232-10 |
| BW                             | Flatter-Ulme   | Gräben (Dahlen), Dahlen, SW Park (52° 12′ 27″ N, 12° 25′ 24,8″ O)                                       | Flatter-Ulme (Ulmus laevis). Kronendurchmesser 25 m           | Seltenheit, Eigenart                                     | 232-11 |

## Hohenlobbese
| Bild                           | Bezeichnung | Lage                                                                | Beschreibung                                       | Schutzzweck                           | Nummer |
| ------------------------------ | ----------- | ------------------------------------------------------------------- | -------------------------------------------------- | ------------------------------------- | ------ |
| Weitere Bilder Fotos hochladen | Blut-Buche  | Hohenlobbese, Friedhof Hohenlobbese (52° 9′ 55,8″ N, 12° 16′ 34″ O) | Rotbuche (Fagus sylvatica). Kronendurchmesser 15 m | Seltenheit, Eigenart, Landschaftsbild | 276-01 |

## Ziesar
| Bild | Bezeichnung | Lage                                                                                        | Beschreibung                                               | Schutzzweck                                  | Nummer |
| ---- | ----------- | ------------------------------------------------------------------------------------------- | ---------------------------------------------------------- | -------------------------------------------- | ------ |
| BW   | Eichen      | Ziesar, Fiener Bruch nördlich Ziesar, an der Eichendrift (52° 17′ 21″ N, 12° 17′ 22″ O)     | 2 Stiel-Eichen (Quercus robur). Kronendurchmesser 20 m     | Seltenheit, Eigenart, Größe, Landschaftsbild | 696-01 |
| BW   | Esche       | Ziesar, Fiener Bruch nördlich Ziesar, an der Eichendrift (52° 17′ 20,5″ N, 12° 17′ 23,9″ O) | Gemeine Esche (Fraxinus excelsior). Kronendurchmesser 20 m | Seltenheit, Eigenart, Größe, Landschaftsbild | 696-02 |